# Tureni
Tureni es una comuna de Rumania, en el distrito de Cluj. Su población en el censo de 2002 era de 2.582 habitantes.
- Datos: Q12725222

1. ↑  Worldpostalcodes.org,código postal n.º 407560.